# Војна база
Војна база је посебно изграђено, а понекад и утврђено, војно упориште, обично на туђим територијама. Војне базе су израз територијализације политике присутности, а у функцији геостратешке контроле појединих регија или војно-операцијких праваца. 
У наведеном смислу развијају се од почетка XX века, а посебно после Другог светског рата као израз хладноратовских односа и блоковске политике.